# كينيث ماكنتاير
كينيث ماكنتاير (بالإنجليزية: Kenneth McIntyre)‏ هو مؤرخ ورياضياتي أسترالي، ولد في 1910 في غيلونغ في أستراليا، وتوفي في 2004.